# همسر (فیلم ۱۳۷۲)
همسر فیلمی به کارگردانی و نویسندگی مهدی فخیم‌زاده محصول سال ۱۳۷۲ است.

## خلاصه داستان
زن و شوهری در شرکتی کار می‌کنند که رئیس شرکت به جرم اختلاس دستگیر می‌شود. مرد هم که معاونت شرکت را به عهده دارد، مطمئن است وی را به ریاست شرکت انتخاب خواهند کرد ولی هیئت امنا همسر او را برمی‌گزیند. مرد که تحمل ریاست همسرش را ندارد مشکلاتی در محل کار و در نتیجه خانواده به وجود می‌آورد.

## بازیگران
- مهدی هاشمی
- فاطمه معتمدآریا
- نسرین مقانلو
- پرستو گلستانی
- سیروس ابراهیم‌زاده
- حسین محب‌اهری
- محمود جعفری
- سیامک اطلسی
- عیسی صفایی
- فرخ‌لقا هوشمند
- صدیقه کیانفر
- ابراهیم تفرشی
- جواد حاجی‌علی
- آذین تاجیک
- محمدرضا ابوالحسنی
- حسین احمدی
- فرشاد ارژنگی
- شهین تهرانی
- شقایق جودت
- کیومرث غفاری
- حمید شفیع‌نژاد
- اصغر حیدری
- ناصرالدین باقرخانی
- نوید باقرخانی
- علی حق‌فروش
- سید جلال طباطبایی
- احمد عزت‌پور
- علی توکلی
- احمد سروی
- سیداحمد منتجیب‌ها
- بابک سیدی
- علی‌اصغر مهرپیشه
- جمال خدر
- الهه شاه بیک
- داریوش اسدزاده
- علی‌اصغر گرمسیری
- منوچهر قدیری
- فرحناز منافی ظاهر
- حسین نوری
- مقصود قدیری
- مهدی شاه‌بیک